# Ангар 18 (фільм)
«Ангар 18» (англ. Hangar 18) — американський науково-фантастичний пригодницький трилер 1980 року, поставлений режисером Джеймсом Л. Конвеєм. Сюжет засновано на легенді про секретний Ангар 18 у Нью-Мексико, де нібито зберігалися свідчення Розвелського інциденту. Двоє астронавтів намагаються довести свою невинність у загибелі колеги. Вони знають, що це сталося внаслідок зіткнення з інопланетним апаратом, але влада США прагне приховати справжні причини інциденту з політичних міркувань.

## Сюжет
У момент запуску штучного супутника з човникового космічного корабля «Спейс Шаттл» відбувається катастрофа. Супутник вибухає через зіткнення з невідомими штучним об'єктом, при цьому від уламка гине астронавт, що перебував у вантажному відсіку, полковник Гейтс. Про істинні причини катастрофи знає небагато осіб: астронавти Стів Бенкрафт і Лью Прайс, які спостерігали зіткнення супутника з невідомим об'єктом; співробітники НАСА; командування ВПС і помічник президента Кейн, який на всі події в цей момент дивиться через призму майбутніх виборів президента. Кейн вирішує на якийсь час зберегти в найсуворішій таємниці правду про те, що сталося, оскільки інакше нинішній президент ризикує втратити необхідні йому голоси виборців, а його помічник — тепле крісло у Білому Домі. Справа, виявляється, в тому, що глава держави в одній з передвиборних розмов сказав, що людина, яка вірить в існування інопланетян, нездатна управляти країною.
Таємно, під посиленою охороною, інопланетний космічний апарат, що приземлився у безлюдному місці після зіткнення з супутником, перевозиться на одну з баз ВПС. Там, в Ангарі 18, обладнаному для приймання вантажів з Місяця, група учених береться за вивчення корабля. Керує дослідженнями Гаррі Форбс. А Стіва Бенкрафта і Лью Прайса, що благополучно повернулися на Землю на «Шаттлі», звинувачують у невдачі із запуском супутника і в загибелі полковника Гейтса. Головний доказ їх невинності — телеметричні записи катастрофи — таємниче зникають. Допомогти астронавтам може лише Форбс, але він відрізаний від зовнішнього світу і доки не здогадується про наміри помічника президента. В інопланетному апараті виявляються двоє мертвих людиноподібних істот і викрадена ними жінка в анабіозній камері. Написи всередині свідчать про зв'язок творців апарата зі стародавніми земними цивілізаціями. Інопланетяни очевидно давно слідкували за Землею та обізнані про її поточне становище. Будова апарата вказує, що його було запущено з більшого космічного корабля. Дослідження апарата супроводжується низкою інцидентів: випадковим ввімкненням його двигуна та зброї.
Бенкріфт і Прайс вирішують самостійно докопатися до істини. Від знайомого співробітника однієї зі станцій стеження вони дізнаються про район посадки невідомого апарата і вирушають на пошуки його слідів. Їхньому розслідуванню всіляко намагаються завадити люди Кейна. Небезпечні перегони на автомашинах закінчуються трагічно — гине Лью. Проте Стіву вдається пробратися до Ангару 18. Форбс, дізнавшись правду, погрожує через пресу викрити недостойні махінації Кейна. Останній вирішує знищити Ангар разом з компрометуючою його «літаючою тарілкою». Державні чиновники вирішують таранити Ангар 18 літаком, начиненим вибухівкою, щоб знищити всі докази події.
Дослідники встановлюють, що інопланетяни були на Землі раніше і що люди насправді їхні нащадки. Подальше вивчення відеоматеріалів на борту показує, що прибульці готуються повернутися. В цю мить літак врізається в Ангар 18, спричиняючи сильний вибух.
Наступного дня усі газети повідомляють про вибух, який стався на базі ВПС у Техасі:
«…Астронавт Стівен Бенкрафт, заступник директора НАСА Гаррі Форбс і група фахівців залишилися живими, завдяки тому, що знаходилися в пристрої, який, за твердженням НАСА, є чужопланетним космічним кораблем. Представники преси всього світу з'їхалися на прес-конференцію, яку даватиме містер Гаррі Форбс. З Білого Дому досі не надійшло ніяких офіційних повідомлень».

## У ролях
| • Гері Коллінз      | … | Стів Бенкрафт, астронавт НАСА                                   |
| • Джеймс Гемптон    | … | Лью Прайс, астронавт НАСА                                       |
| • Дж. Р. Кларк      | … | Джадд Гейтс, астронавт, полковник ВПС                           |
| • Роберт Вон        | … | Гордон Кейн, радник президента                                  |
| • Філіп Ебботт      | … | Френк Моррісон, генерал-лейтенант                               |
| • Джозеф Кампанелла | … | Френк Рафферті, керівник спецслужб                              |
| • Даррен Макгевін   | … | Гаррі Форбс, виконавчий директор НАСА, першим увійшов до НЛО    |
| • Том Галлік        | … | Філ Камерон, керівник дослідників                               |
| • Стівен Кітс       | … | Пол Банністер, дослідник НЛО                                    |
| • Памела Беллвуд    | … | Сара Майклс, дослідник НЛО, що проводила розкриття чужопланетян |
| • Ендрю Блох        | … | Ніл Кейсо, дослідник НЛО, лінгвіст                              |
| • Майкл Рууд        | … | Джордж Тернер, друг зі станції стеження                         |
| • Стюарт Пенкін     | … | Сем Тейт, місцевий мешканець, що бачив НЛО                      |
| • Кліфф Осмонд      | … | шериф Барлоу                                                    |
| • Вільям Шеллерт    | … | професор Міллз, фахівець з оплавлених каменів                   |
| • Бетті Енн Карр    | … | Фло Меттсон, представниця відділення цивільної інформації       |
| • Г. М. Вайнент     | … | керівник польоту                                                |
| • Білл Закерт       | … | Ейс Лондон                                                      |
| • Крег Клайд        | … | капітан Вайятт                                                  |

## Знімальна група
- Автор сценарію — Кен Петтус за сюжетом Стівена Лорда, Девіда О'Меллі, Стівен Торнлі та Джеймса Л. Конвея
- Режисер-постановник — Джеймс Л. Конвей
- Продюсер — Чарльз Е. Селлер мол.
- Асоційований продюсер — Білл Корнфорд
- Оператор — Пол Гіпп
- Композитори — Джон Какавас, Боб Саммерс
- Монтаж — Майкл Спенс
- Художник-постановник — Пол Стагелі
- Художник по костюмах — Джулі Стагелі
- Художник-декоратор — Чип Радаєллі
- Артдиректор — Чип Радаєллі
- Підбір акторів — Емі Шрайбер

## Сприйняття
На Rotten Tomatoes фільм має 40 % схвальних рецензій критиків.
Джим Ніпфел у ретроогляді на сайті Den of Geek писав, що фільм бере за основу популярні теорії змови (у цьому випадку інцидент у Розвелі 1947 року та нові на той час чутки про Зону 51). Помітні паралелі з «Козерогом-1», «Близькими контактами третього ступеня» та «Сутінковою зоною», а також заснованість на документальних фільмах про пошуки слідів інопланетян. Спецефекти типові для незалежних фільмів 80-х, але пропонують декілька цікавих ідей. В цілому фільм використовує як підґрунтя вже добре відомий матеріал і подає його в трохи цікавішій формі.
Згідно з DVDTalk, сюжет «Ангару 18» цілком заснований на нелогічних рішеннях персонажів. Спершу радник президента Гордон Кейн покладає вину за загибель астронавта і втрату супутника на двох невинних людей, а потім влаштовує їх збройне переслідування, вдаючись до ще більш екстремальних дій. Потім Бенкрофт і Прайс, замість привертати увагу преси та громадськості, стають детективами-аматорами, а їх, всесвітньо відомих астронавтів, при цьому ніхто не впізнає. Сцени в Ангарі 18 повинні створювати відчуття дива, та трупи лисих інопланетян і «дивовижно потойбічні в деяких аспектах, абсолютно нереальні» декорації їхнього корабля застаріли вже в 80-і.
«Ангар 18» був одним з небагатьох американських фільмів, показаних у кінотеатрах в Радянському Союзі. Прем'єра відбулася в березні 1982 року, за рік його переглянули 22,7 млн глядачів.

## Вплив
- У травні 1989 року «Ангар 18» був використаний в одній з серій знущального комедійного телешоу «Таємничий науковий театр 3000[en]».
- 1990 року американська група «Megadeth» випустила композицію «Hangar 18», присвячену Ангару 18.
- В епізоді четвертого сезону телесеріалу «Зоряний шлях: Глибокий космос 9», режисером якого був Джеймс Л. Конвей, ференгі, представники однієї з позаземних цивілізацій, випадково потрапляють на Землю 1947-го року, що стає відомо як Розвельський інцидент, і опиняються в Ангарі 18.